# Jenny Harrison
Jenny Harrison, född 1 januari 1949 i Atlanta, Georgia, USA, är en amerikansk matematiker och professor i matematik vid UC Berkeley, som är specialiserad på geometrisk analys och ämnen som ligger i skärningsfältet mellan algebra, geometri och geometrisk måtteori. 

## Biografi
Harrison växte upp i Tuscaloosa, Alabama. Efter kandidatexamen vid University of Alabama vann hon ett Marshall-stipendium som hon använde för att finansiera sin forskarutbildning vid University of Warwick. Hon disputerade där 1975, handledd av Christopher Zeeman.

## Karriär och vetenskapligt arbete
Hassler Whitney var hennes postdoktorala rådgivare vid Institute for Advanced Study, och hon var också en av Miller Research Fellows vid Berkeley. Hon arbetade på den fasta fakulteten vid University of Oxford (Somerville College) från 1978 till 1981, innan hon återvände till Berkeley som biträdande professor.  
Efter att 1986 ha nekats anställning vid Berkeley, lämnade Harrison in en stämningsansökan om könsdiskriminering. Stephen Smale och Robion Kirby var de mest högljudda motståndarna under målet, medan Morris Hirsch och James Yorke var hennes starkaste anhängare. Uppgörelsen 1993 ledde till en ny granskning av hennes arbete av en panel med sju matematiker och vetenskapsfakulteter som enhälligt rekommenderade tjänstgöring som professor.
Harrison är specialiserad på geometrisk analys och områden inom skärningspunkten mellan algebra, geometri och geometrisk mätteori. Hon introducerade och utvecklade tillsammans med medarbetare en teori om generaliserade funktioner som kallas differentialkedjor som förenar en infinitesimalkalkyl med den klassiska teorin om det jämna kontinuumet, ett länge utestående problem. Infinitesimalerna är konstruktiva och härrör från metoder för standardanalys, i motsats till Abraham Robinsons icke-standardiserade analys. Metoderna gäller lika bra för domäner som såpfilmer, fraktaler, laddade partiklar och Whitney-stratifierade utrymmen, vilket placerar dem på samma grund som mjuka delmångsidingar i den resulterande kalkylen. Resultaten inkluderar optimala generaliseringar och förenklingar av satserna Stokes, Gauss och Green. Hon har banat väg för tillämpningar av differentialkedjor i variationskalkylen, fysiken och kontinuummekaniken. Hennes lösning på Plateaus problem är det första beviset på existensen av en lösning på ett universellt Plateaus problem för ändligt många gränskurvor, med hänsyn till alla såpfilmer som uppstår naturligt, inklusive icke-orienterbara filmer med trippelkorsningar, liksom lösningar av Jesse Douglas, Herbert Federer och Wendell Fleming. Nyligen har hon och Harrison Pugh meddelat existens och såpfilms regelbundenhet av en lösning på ett universellt Plateaus problem för kodimension en yta med hjälp av Hausdorffmått för att definiera area.
Som doktorand vid University of Warwick, där Zeeman introducerade henne till Plateaus problem fann hon ett motexempel till Seiferts gissning i Oxford. Vid ett Berkeleyseminarium 1983 föreslog hon förekomsten av en allmän teori som kopplade samman dessa, och teorin om differentialkedjor började utvecklas. Jenny Harrison och Harrison Pugh bevisade att differentialkedjornas topologiska vektorrum uppfyller en universell egenskap bestämd av två naturliga axiom.  De har använt teorin för att ge den första universella lösningen på Plateaus problem, inklusive såpfilmens regelbundenhet, som bygger på Harrisons tidigare uppsats. Nyligen har Fried och Seguin funnit en bred generalisering till Reynolds transportsats med hjälp av metoderna för differentialkedjor.

## Utmärkelser och hedersbetygelser
- Foundational Questions Institute, forskningsutmärkelse 2009
- Miller Institute for Basic Research in Science, Miller Professor,  2007
- Rockefeller University, Visiting Research Professor, 1996–97
- Yale University, National Science Foundation, gästprofessor, 1989–90
- Ett flertal stipendier från NSF och DARPA på 1980-talet
- Oxford University, Tutorial Fellow, Somerville College,  1978–81
- Miller Institute for Basic Research in Science, Miller Fellow, 1977–78
- Institute for Advanced Study, Visiting Fellow,  Princeton,  1975–76